# Anomala ketambeana
Anomala ketambeana är en skalbaggsart som beskrevs av Carsten Zorn 1998. Anomala ketambeana ingår i släktet Anomala och familjen Rutelidae. Inga underarter finns listade i Catalogue of Life.